# بياتريس كارفاغال
بياتريس كارفاغال (بالإسبانية: Beatriz Carvajal)‏ هي ممثلة إسبانية، ولدت في 24 ديسمبر 1949 في مدريد في إسبانيا.

## وصلات خارجية
- بياتريس كارفاغال على موقع IMDb (الإنجليزية)
- بياتريس كارفاغال على موقع ألو سيني (الفرنسية)
- بياتريس كارفاغال على موقع أول موفي (الإنجليزية)
- بياتريس كارفاغال على موقع قاعدة بيانات الفيلم (الإنجليزية)
- بياتريس كارفاغال على موقع كينوبويسك (الروسية)